# Адамс, Жан-Пьер
Жан-Пьер Адамс (фр. Jean-Pierre Adams; 10 марта 1948, Дакар — 6 сентября 2021, Ним) — французский футболист, игравший на позиции центрального защитника.
Наиболее известен по выступлениям за ФК «Ницца» и ПСЖ. В период с 1972 по 1976 годы провёл двадцать два матча за национальную сборную Франции, где их связка с Мариусом Трезором получила прозвище «Чёрная гвардия» (фр. la garde noire). В 1982 году из-за врачебной ошибки впал в кому, в результате которой скончался в 2021 году.

## Биография
Адамс родился в Дакаре (Сенегал) в 1948 году и сыграл 22 матча за сборную Франции с 1972 по 1976 год. Он также провёл 41 матч в составе «Пари Сен-Жермен», хотя бо́льшую часть своей карьеры выступал за «Ниццу».
С 17 марта 1982 года по 6 сентября 2021 года он находился в коме, в которой оказался после врачебной ошибки во время операции в лионском госпитале имени Эдуара Эррио.
Перед операцией ожидалось, что он очнётся через несколько часов. В тот день во Франции была забастовка врачей, многие не вышли на работу. Анестезиолог одновременно курировала восемь операций и случайно допустила ошибку. Усугубляло положение и то, что за этим следил стажёр, который не исправил ошибку анестезиолога и не распознал ухудшение состояния футболиста из-за цвета кожи (у белокожих она синеет).
В его честь названы стадионы в муниципалитетах Коркийруа (с 1987 года), Катийон-сюр-Самбр (с 1997 года), Даммари-ле-Лис, зал гандбольного клуба «Тьонвиль Мозель».
6 сентября 2021 года  футболист Адамс умер в возрасте 73 лет, проведя 39 лет в коме.

## Личная жизнь
Адамс и его жена Бернадетт поженились в апреле 1969 года, у них было двое сыновей, Лоран (род. 1969) и Фредерик (род. 1976). Его жена продолжала заботиться о нём, отказываясь рассматривать возможность эвтаназии. 